# Andrew Mitchell (dyplomata)
Andrew Mitchell of Thainstone GCB (ur. 15 kwietnia 1708 w Edynburgu, zm. 28 stycznia 1771 w Berlinie) – szkocki szlachcic i brytyjski dyplomata; wieloletni ambasador brytyjski w Berlinie.

## Życiorys
Urodził się w rodzinnym majątku Thainstone splądrowanym podczas rewolty jakobickiej 1745 roku. W 1723 roku Mitchell rozpoczął studia prawnicze na Uniwersytecie w Edynburgu, a w 1725 roku został aplikantem adwokackim. Mitchell został w roku 1755 ambasadorem brytyjskim w Berlinie. Języka niemieckiego uczył go pisarz pruski Johann Christoph Gottsched (1700–1766). Mitchell był przy Królu Prus Fryderyku II, gdy toczyła się wojna siedmioletnia (1756–1763). Jego listy są dziś ciekawym źródłem do poznania polityki władcy. Mitchell, który był bliskim przyjacielem Fryderyka, był jednak czasem wstrząśnięty gwałtownością i brutalnością jego postępowania, jak kiedy 5 stycznia 1761 roku Fryderyk nałożył kontrybucję na zdobyty Lipsk i kazał zamknąć kilkudziesięciu kupców w ratuszu, do momentu aż suma zostanie wypłacona.
Jego sekretarzem w ambasadzie był Alexander Burnet, który po śmierci Mitchella w 1771 był brytyjskim chargé d’affaires w Berlinie, choć od czerwca do grudnia 1771 roku ambasadą kierował Robert Gunning (1731–1816).
Jego synem był Andrew Mitchell Młodszy (1757–1806) oficer Royal Navy.